# Erika Di Lascio
Erika Di Lascio (Varese, 15 ottobre 1996) è una calciatrice italiana, di ruolo centrocampista.

## Carriera

### Club
Erika Di Lascio viene attratta dal gioco del calcio fin dalla giovane età alternando la sua passione tra il calcio giovanile e il calcio a cinque fino al suo tesseramento con il Tradate Abbiate, società che le dà la possibilità di continuare la carriera in una formazione di calcio a 11 interamente femminile. Le prestazioni offerte nel campionato Primavera convincono la società a darle fiducia inserendola nella rosa della prima squadra dalla stagione 2011-2012 facendo il suo debutto in Serie A2, l'allora secondo livello del campionato italiano femminile di calcio, il 6 novembre 2011, alla 4ª giornata, rilevando al 46' Tiziana Larghi nell'incontro perso in casa con il Cuneo San Rocco per 7-2. In quella stessa stagione riesce ad essere decisiva nel suo successivo impiego, alla 7ª giornata, dove rileva Elisa Pizzo al 35', segnando dopo 5 minuti l'unica e decisiva rete dell'incontro in cui il Tradate Abbiate si impone sulle avversarie del Romagnano.
Di Lascio continua a vestire la maglia del Tradate Abbiate per quattro stagioni, tutte al secondo livello del campionato, le prime due in A2 e le successive in Serie B, contribuendo a raggiungere la salvezza e il settimo posto nel Girone B nelle ultime due, congedandosi dalla società al termine della stagione 2014-2015 con un tabellino personale di 74 presenze e 7 reti segnate in campionato.
Nell'estate 2015 coglie l'occasione offertale dal Luserna per giocare in Serie A nella stagione entrante. Con la squadra di Luserna San Giovanni rimane una sola stagione, contribuendo alla conquista della salvezza e congedandosi a fine campionato con un tabellino personale di 16 presenze.
Durante il calciomercato estivo 2016 Di Lascio trova un accordo con il Como 2000, neopromosso e tornato dalla cadetteria dopo una sola stagione, per disputare con la sua maglia il campionato entrante. Rimane con la società lariana solo una stagione, conclusasi con il ritorno in Serie B della squadra, venendo impiegata in 12 incontri, play-out compreso.
Nell'estate 2018 si trasferisce alle Azalee, formazione lombarda iscritta al campionato di Serie B 2017-2018, condividendo con le compagne il raggiungimento dell'8º posto in campionato, l'ultimo prima di tornare a girone unico, e per questo la squadra è relegata alla Serie C regionale a causa della riforma del torneo voluta dal Dipartimento Calcio Femminile della LND. Dopo aver centrato il 4º posto nel girone A del campionato 2018-2019, Di Lascio gioca un'altra stagione con il club di Gallarate, chiudendo la sua prima parentesi con i colori rossoblu trovando un'agevole salvezza con il 7º posto nel girone A.
La stagione successiva si trasferisce al Torino, squadra blasonata che iscritta al campionato di Serie C 2020-2021 si propone di puntare al passaggio di categoria, che Di Lascio e compagne sfiorano centrando il 2º posto posto nel Girone A a 9 punti dalla Pro Sesto.
Con la decisione della società torinese di non iscriversi alla stagione successiva, nell'estate 2021 fa ritorno a Gallarate, con la società che si iscrive con la nuova denominazione Azalee Solbiatese 1911. Ancora una volta, pur contribuendo a giocare un campionato di alta classifica, la sua squadra non riesce a compiere il salto di categoria chiudendo al 3º posto posto nel Girone A a 16 punti dall'Arezzo.
Durante la sessione estiva di calciomercato decide di sposare l'avventura della Freedom, società con sede a Cuneo istituita nel 2021 e neopromossa in Serie C, aiutando la squadra a centrare il 2º posto nel girone A del campionato 2022-2023, e grazie al ripescaggio tornare in Serie B la stagione successiva per poi raggiungere la salvezza a due giornate dal  termine del campionato.

### Nazionale
Nel giugno 2012 vanta una convocazione nella Nazionale italiana Under-17 da parte del selezionatore Enrico Sbardella, che però non si concretizza nell'inserimento in rosa per le qualificazioni all'edizione 2013 del campionato europeo di categorie.